# Muhabbetana craspedota
Muhabbetana craspedota is een vlinder van de familie van de dwergmineermotten (Nepticulidae), van de onderfamilie van de Nepticulinae. De wetenschappelijke naam van deze soort is voor het eerst voorgesteld als Stigmella craspedota door Lajos Vári in een publicatie uit 1963.

## Verspreiding
De soort komt voor in Zuid-Afrika.

## Waardplanten
De rups leeft op Maytenus undata (Celastraceae).